# بوبیشته
بوبیشته (به صربی: Bobište) یک منطقهٔ مسکونی در صربستان است که در لسکواس واقع شده‌است. بوبیشته ۱٬۷۸۲ نفر جمعیت دارد و ۲۱۹ متر بالاتر از سطح دریا واقع شده‌است.